# Christian Bannis
Christian Bannis (født 4. januar 1992) er en dansk fodboldspiller, der spiller forTarup-Paarup i 2. Division. I løbet af sin karriere har han tidligere spillet for FC Fyn, Otterup, Marienlyst og FC Svendborg.

## Landsholdskarriere
Den 4. september 2018 blev han af DBU udtaget til Danmarks midlertidige herrelandshold op til en testkamp mod Slovakiet den 5. september. Landsholdet blev primært sammensat af spillere fra 2. division og Danmarksserien som følge af en igangværende konflikt mellem Spillerforeningen og DBU.